# Fergus (rzeka)
Fergus (ir. An Forghas) – rzeka w hrabstwie Clare w Irlandii o długości 61 km. Rzeka wznosi się w Loughnagowan, które leży w kilka kilometrów od Corofin i uchodzi do estuarium rzeki Shannon. Rzeka znana jest z połowów łososia i pstrąga. Jedyną wyspą na rzece jest Trummer. W Ennis znajduje się sześć mostów przecinających rzekę.
Wzdłuż rzeki znajduje się kilka miejscowości, w tym: Corofin, Ennis, Clarecastle, Newmarket-on-Fergus.
Wraz z dopływami rzeka tworzy sieć rzeczną, łączącą 20 jezior.